# Cesare Battisti
Cesare Battisti (Trento, 4 febbraio 1875 – Trento, 12 luglio 1916) è stato un patriota, giornalista, geografo, politico e irredentista italiano.
Nacque il 4 febbraio 1875 a Trento nell'omonima provincia dell'Impero austro-ungarico (nell'allora Cisleitania, denominazione non ufficiale della parte occidentale austriaca), e fu deputato al Parlamento di Vienna, dove si batté per ottenere l'autonomia amministrativa del Trentino e la nascita di un'università italiana a Trieste, passando attraverso l'obiettivo intermedio della trasformazione dell'Università di Innsbruck da tedesca a bilingue.
Fu, con Alcide De Gasperi, la personalità politica di maggior rilievo a Trento negli anni che antecedettero la prima guerra mondiale, ma su posizioni per molti aspetti fortemente divergenti.
Direttore di giornali socialisti nella città natale, quando scoppiò il conflitto nel 1914 iniziò a sostenere, nelle conferenze in molte città italiane, la necessità dell'ingresso in guerra del Regno d'Italia contro gli Imperi centrali, schierandosi su posizioni simili a quelle di Gaetano Salvemini e Leonida Bissolati.
Con l'entrata in guerra dell'Italia nel 1915 si arruolò volontario nel Regio Esercito entrando nel Corpo degli Alpini. Venne catturato da truppe da montagna della Milizia imperiale austriaca, portato prigioniero a Trento, processato e giustiziato per alto tradimento nella fossa del castello del Buonconsiglio.
Con Guglielmo Oberdan, Damiano Chiesa, Fabio Filzi, Francesco Rismondo e Nazario Sauro è considerato tra le più importanti figure dell'irredentismo risorgimentale italiano ed eroe nazionale.

## Biografia

### Formazione e periodo universitario

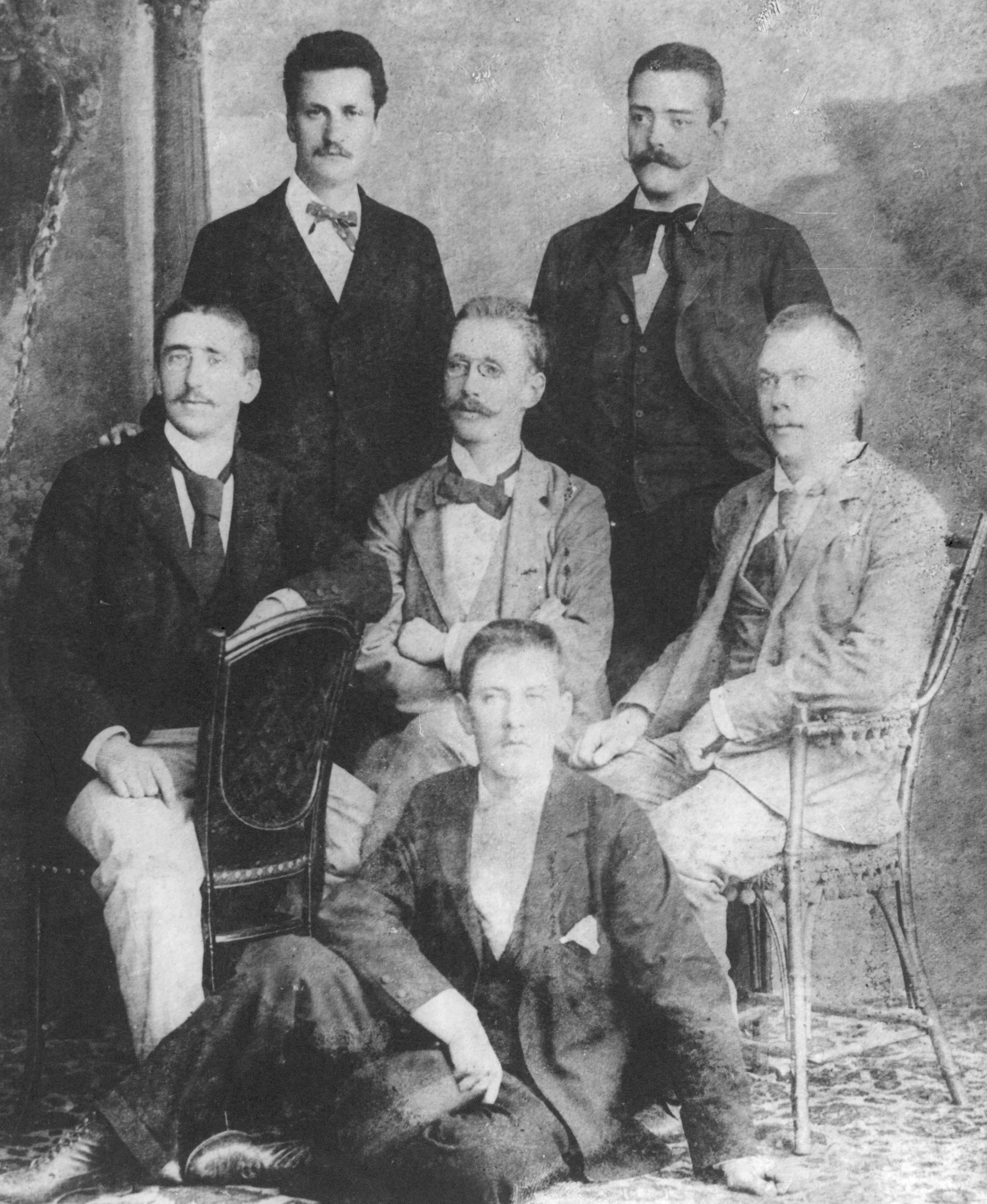
Fondatori della Società degli studenti trentini nel 1895. Da sinistra, in piedi: Cesare Battisti, Giovanni Lorenzoni; seduti: Gino Sartori, Antonio Piscel, Adolfo de Bertolini; a terra: Iginio Zucal.

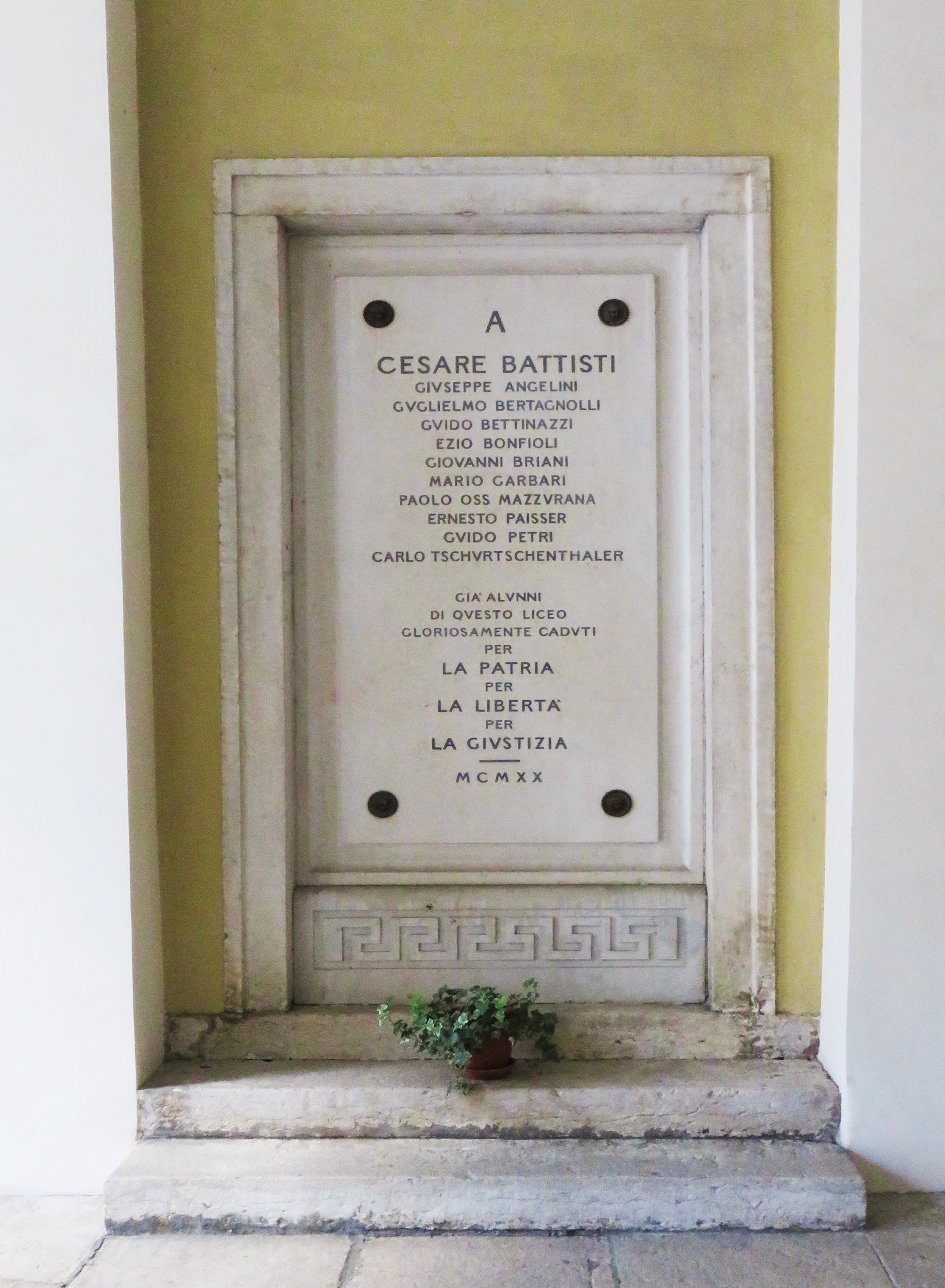
Targa che ricorda gli ex studenti caduti posta nell'atrio del liceo classico Giovanni Prati a Trento che Battisti frequentò quando ancora era l'Imperial Regio Liceo superiore di Trento.

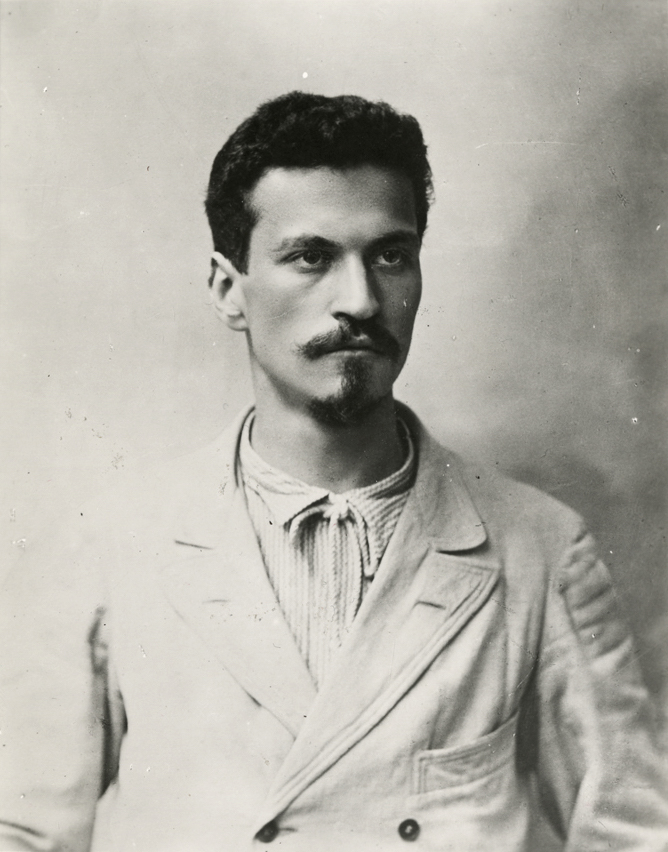
Cesare Battisti quando era studente all'Istituto di Studi Superiori di Firenze nel 1897.

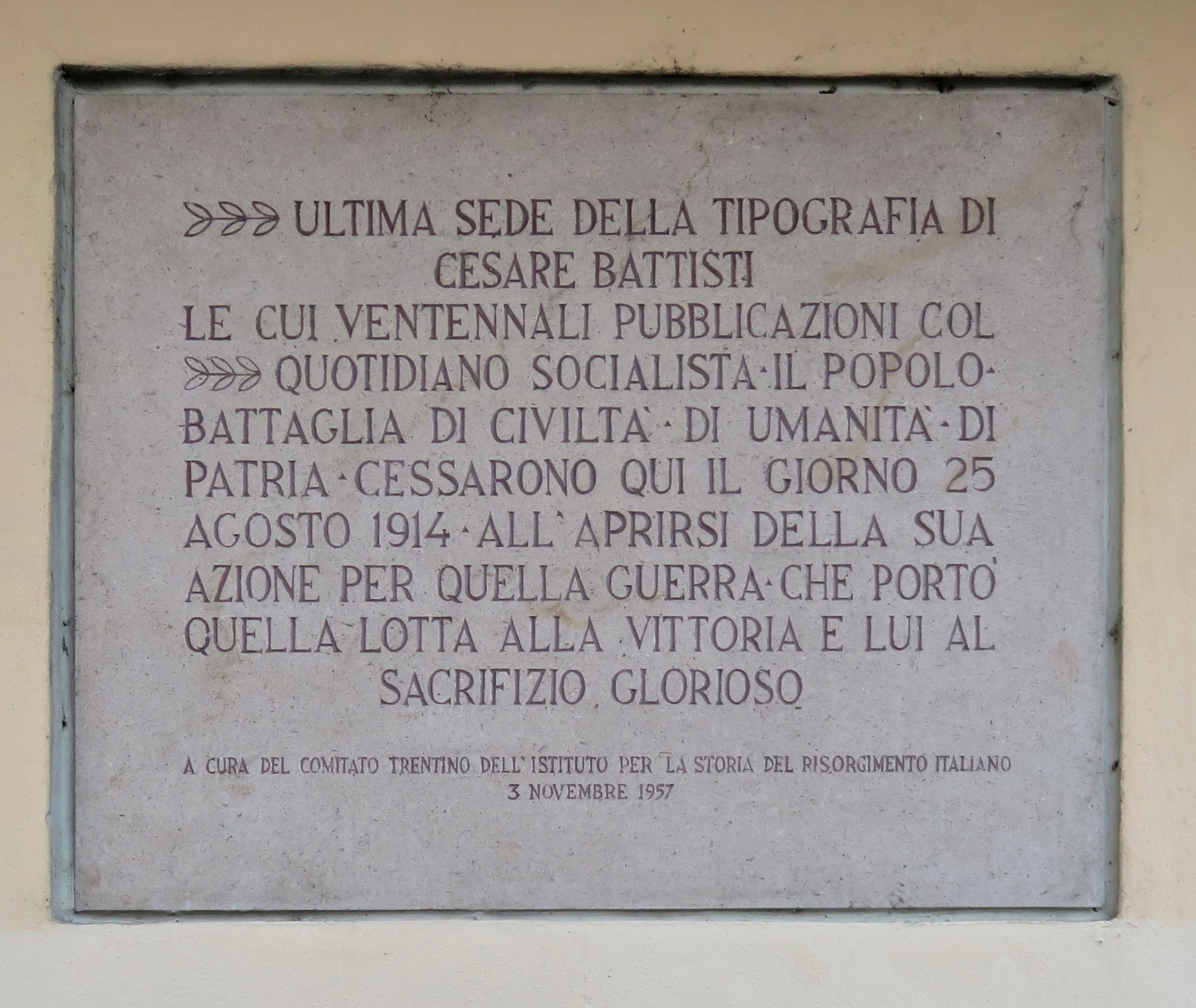
Lapide a Trento che ricorda dove sorgeva l'ultima sede della sua tipografia

Cesare Luigi Giuseppe Maria Battisti nacque a Trento quando questa faceva parte dell'Impero austro-ungarico, ultimo di otto fratelli, in una famiglia borghese. Il padre Cesare era un commerciante del capoluogo e la madre, Maria Teresa de Fogolari-Toldo, era nata a Rovereto.
Nel 1890, poco dopo la morte del padre, si iscrisse all'Imperial Regio Ginnasio a Trento (poi liceo classico Giovanni Prati) e iniziò ad interessarsi della vita cittadina pubblicando clandestinamente un piccolo giornale scolastico scritto con i compagni di ginnasio, nell'anno 1891-92. Questo viene ritenuto un'importante documentazione sul periodo della sua formazione.
Tre anni dopo, per assecondare la madre, si spostò a Graz per frequentare le lezioni della locale università alla facoltà di giurisprudenza, dove si legò a un gruppo di studenti, tra cui il socialista roveretano Antonio Piscel, col quale conservò a lungo legami di amicizia. Con questi fondò nel 1894 un'associazione di stampo socialista, la «Società degli studenti trentini», che si interessò anche della questione femminile.
Nel periodo compreso tra 1893 e 1897 frequentò non solo l'ateneo di Graz ma anche quello di Vienna e si iscrisse all'Istituto di Studi Superiori di Firenze dove si laureò con una tesi dal titolo Il Trentino: saggio di geografia fisica e di antropogeografia, pubblicata nel 1898. Quello fu il primo tra i molti lavori scientifici che avrebbe pubblicato.
Poi proseguì gli studi umanistici a Torino, città in cui il fermento socialista stava muovendo i primi passi. Tra i protagonisti di questa stagione socialista torinese figurò anche Edmondo De Amicis, militante sin dal 1890.
Nel maggio del 1895 Battisti si trovava a Graz dove venne processato per contravvenzione alla legge sulle Associazioni. Chiusa definitivamente la parentesi austriaca, tornò a Firenze per frequentare il terzo anno all'università.

### Interessi politici e culturali
Nello stesso periodo conobbe Ernesta Bittanti, sua futura moglie, e lo storico e meridionalista Gaetano Salvemini. Nel 1895 fondò assieme ad Antonio Piscel la Rivista Popolare Trentina, sequestrata già mentre ne veniva stampato il primo numero. Nello stesso anno, con la collaborazione dell'amico e tipografo friulano Antonio Gerin, Battisti e Piscel pubblicarono il primo giornale socialista trentino, L'Avvenire del Lavoratore, che a causa di difficoltà finanziarie cessò di essere pubblicato l'anno successivo. La pubblicazione, secondo Gerin, doveva diventare un giornale politico ufficiale socialista, e non solo di propaganda socialista, perché in quel momento in Austria non c'era nessun giornale italiano democratico.
Col già citato Piscel e con Augusto Avancini fu tra i fondatori del socialismo in Trentino nel quale tentò di far convivere nel progetto politico sia l'idealismo del socialismo sovranazionale sia il bisogno di difendere la posizione italiana all'interno dell'impero. Attorno al 1896 alcuni rappresentanti del partito vennero eletti nei consigli comunali di Rovereto e di Trento inoltre nacque grazie a Battisti, sempre in quel momento, la Camera del Lavoro di Trento.
Grazie all'incontro con il geografo friulano Giovanni Marinelli, in quel periodo professore nell'ateneo fiorentino, si appassionò alla geografia. Conseguì la laurea a pieni voti nel 1897 con la tesi dal titolo Contributo alla geografia fisica e all'antropogeografia del Trentino che verrà pubblicata l'anno seguente dall'editore Zippel di Trento con il titolo Il Trentino. Saggio di geografia fisica e di antropogeografia.
Seguendo le orme dello zio materno, don Luigi Fogolari (condannato a morte dall'Austria per cospirazione e poi graziato), abbracciò presto gli ideali patriottici dell'irredentismo risorgimentale italiano.
Dopo gli studi universitari si occupò di studi geografici e naturalistici e nel 1898 divenne segretario del terzo Congresso geografico italiano tenutosi a Firenze. Nello stesso anno conobbe il geologo Giovanni Battista Trener e assieme a lui fondò la rivista scientifica Tridentum. Roberto Almagià, alcuni anni dopo, lo definì "geografo del Trentino" riconoscendogli in tal modo autorevolezza in quel campo specifico della ricerca.
La rivista, che fu pubblicata per circa 15 anni, permette di approfondire il vasto campo di interessi di Battisti e le sue aperture a vari temi come ad esempio storia naturale, geografia, geologia, medicina e archeologia. Inoltre le collaborazioni alla rivista riguardarono personalità di primo piano della cultura anche liberale e cattolica, come Desiderio Reich, Lamberto Cesarini Sforza, Francesco Menestrina, Scipio Sighele, Bruno Emmert e vari altri.
Pubblicò inoltre alcune apprezzate Guide di Trento e di altri centri della regione oltre al volume Il Trentino.

### Impegno politico
Battisti abbandonò ben presto l'idea di intraprendere la professione di insegnante a causa delle difficoltà per il riconoscimento delle lauree italiane in Austria. Inoltre si stava diffondendo un sentimento di pangermanismo che rendeva difficile ottenere le cattedre italiane istituite presso l'Università di Innsbruck e Battisti decise così di rilevare una vecchia e piccola tipografia trentina, la Küpper-Fronza, che divenne nel 1901 la Società Tipografica Editrice Trentina (STET). Nel 1900 fondò il giornale socialista Il Popolo e quindi il settimanale illustrato Vita Trentina, entrambi stampati dalla sua nuova casa editrice assieme a molte altre opere geografiche e sociologiche. Alla redazione de Il Popolo Battisti volle con sé Lajos Domokos, giovane socialista triestino, già caporedattore de Il Lavoratore di Trieste.
Desiderando impegnarsi politicamente per la causa trentina e farla conoscere e sostenere all'interno dello Stato, nel 1911 ottenne l'elezione a deputato del Reichsrat, il parlamento di Vienna, per il Collegio di Trento città («Tirolo 6»). Nel 1914 entrò anche nella Dieta di Innsbruck, l'ultima tappa della sua attività in Austria. Nel 1899 sposò Ernesta Bittanti, dalla quale in seguito ebbe tre figli: Luigi (1901-1946), Livia (1907-1978) e Camillo (1910-1982).
Negli anni che precedettero lo scoppio della prima guerra mondiale ebbe modo di farsi conoscere in tutto l'impero e divenne il leader del socialismo trentino.

### Trasferimento in Italia

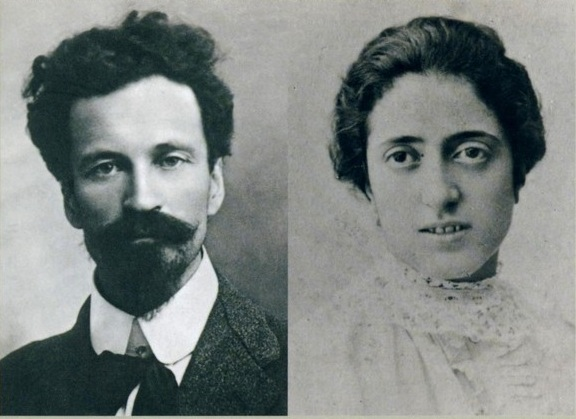
Cesare Battisti e la moglie Ernesta Bittanti.

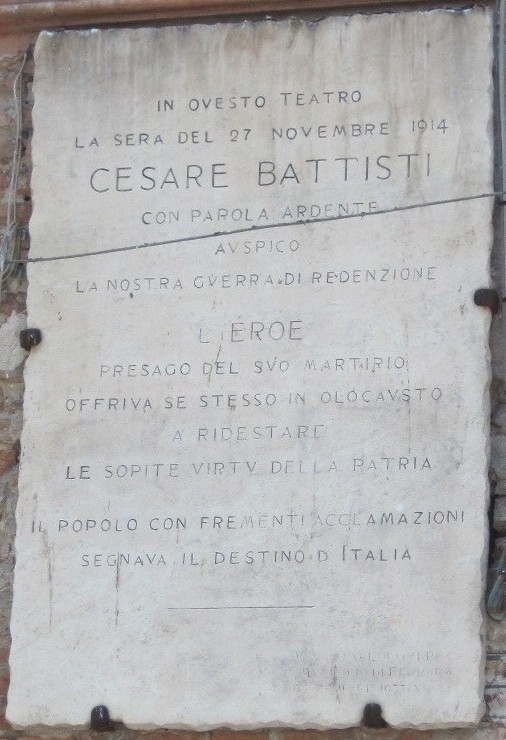
Epigrafe a ricordo del discorso di Cesare Battisti a Ferrara, nel 1914

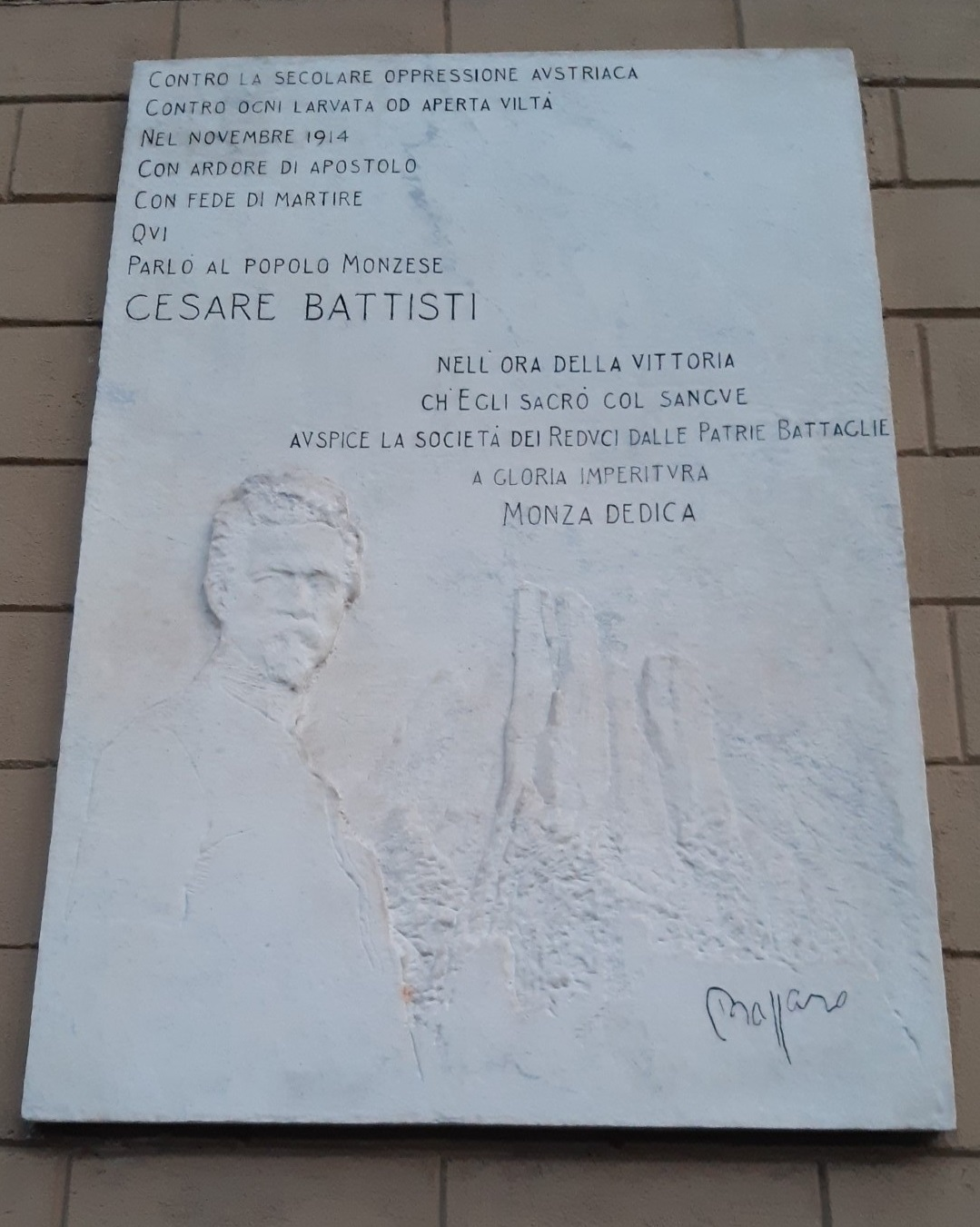
Epigrafe a ricordo del discorso di Cesare Battisti a Monza, nel 1914

L'8 agosto 1914 Battisti, affiancato da Guido Larcher e Giovanni Pedrotti, fece pervenire al re Vittorio Emanuele III di Savoia un appello nel quale si chiedeva che il Trentino venisse unito al Regno d'Italia. Suggeriva che si tentasse prima coi mezzi diplomatici e, nel caso non fossero stati sufficienti, si ricorresse alle armi.
L'11 agosto 1914, appena due settimane dopo lo scoppio della prima guerra mondiale, il deputato Battisti abbandonò il territorio austriaco e si trasferì in Italia seguito, qualche giorno dopo, anche dalla moglie con i loro tre figli. Il fratello Giuliano, che era nato il 30 luglio 1868, rimase invece a Trento. Questi venne poi richiamato alle armi, inviato in una compagnia di disciplina e successivamente, essendosi ammalato, al domicilio coatto. Morì prematuramente il 3 dicembre 1921 a seguito dei patimenti subiti in quegli anni.
Nel settembre 1914 Battisti, Larcher e Pedrotti costituirono a Milano la "Commissione dell'emigrazione trentina", composta da un migliaio di affiliati.
Battisti diventò subito un propagandista attivo per l'intervento italiano contro l'Impero austro-ungarico, tenendo comizi nelle maggiori città italiane e pubblicando articoli interventisti su giornali e riviste. Tra le città in cui soggiornò vi è anche Treviglio dove risiedette in via Sangalli al numero 15.
Non fece mai parte della massoneria ma le riconobbe un ruolo nell'evolvere della situazione.
(Cesare Battisti - Lettera a Bernardo Degregorio, "Venerabile" della loggia massonica di Corato - 5 marzo 1915)

### Volontario in guerra

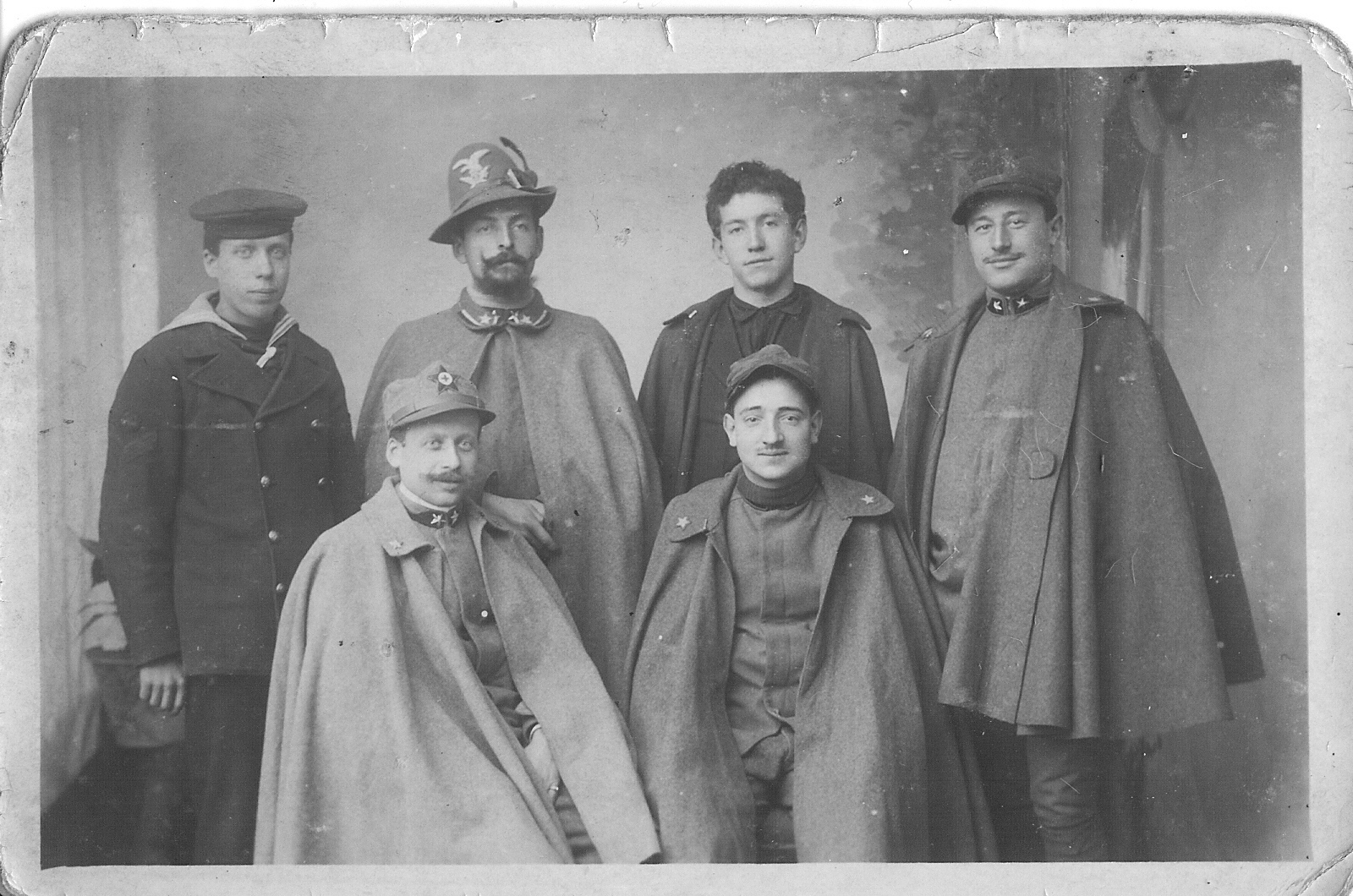
In divisa da Alpino (in seconda fila il secondo da sinistra)

Il 26 aprile 1915 venne firmato il Patto di Londra e il 24 maggio l'Italia entrò in guerra contro l'Austria. Battisti si arruolò volontario e venne inquadrato nel Battaglione alpini "Edolo", 50ª Compagnia. Combatté al Montozzo sotto il comando di Gennaro Sora e Attilio Calvi. Per il suo sprezzo del pericolo in azioni arrischiate ricevette, nell'agosto del 1915, una medaglia di bronzo, trasformata successivamente in medaglia d'argento. Dopo essere stato promosso tenente, venne trasferito a un reparto sciatori al Passo del Tonale e successivamente al Battaglione Vicenza del 6º Reggimento alpini, operante sul Monte Baldo nel 1915 e sul Pasubio nel 1916.

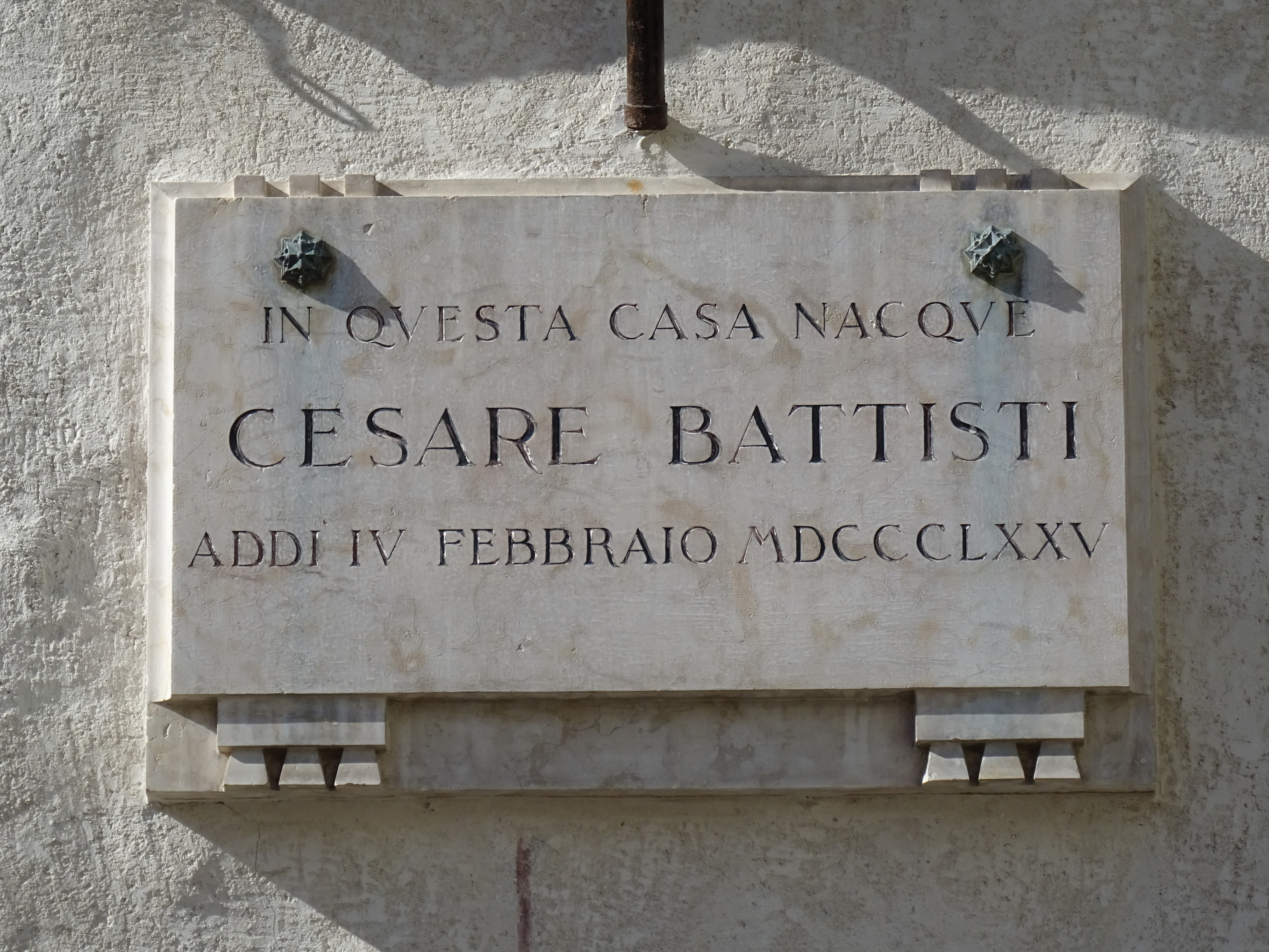
Targa apposta su Casa Gerloni in piazza Duomo a Trento; la casa natale si trova in realtà nella vicina via Rizzi

Nel maggio 1916 si trovava a Malga Campobrun, in attesa dell'inizio della nota Strafexpedition (15 maggio - 15 giugno 1916), preparando la controffensiva italiana. Il 10 luglio il Battaglione Vicenza, formato dalle Compagnie 59ª, 60ª, 61ª e da una Compagnia di marcia comandata da Cesare Battisti, ricevette l'ordine di conquistare il monte Corno di Vallarsa (1765 m) sulla destra del Leno in Vallarsa, che era difeso dalle forze austro-ungariche. Il monte era un punto di osservazione importante nella zona del Pasubio e permetteva il controllo dell'intera valle sottostante. Tra i militari coinvolti nell'azione vi fu anche il sottotenente Fabio Filzi. Lo stesso Battisti, scrivendo in quei giorni dal fronte, descrisse la situazione come tragica ma che il prezzo anche in vite umane necessario per raggiungere la vittoria doveva essere pagato.

### Cattura

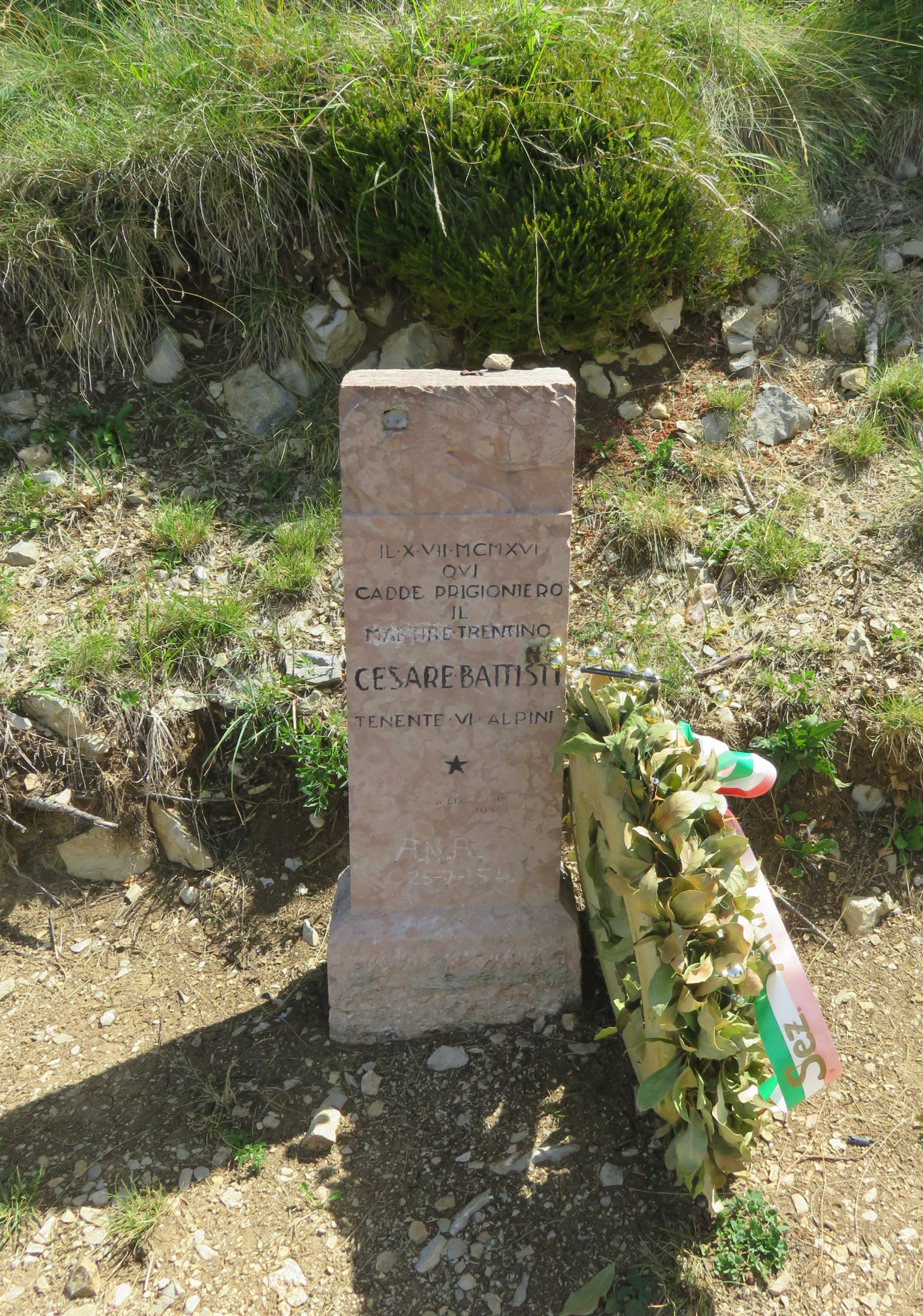
Stele dedicata a Battisti sul monte Corno a lui dedicato e dove fu catturato il 10 luglio 1916.

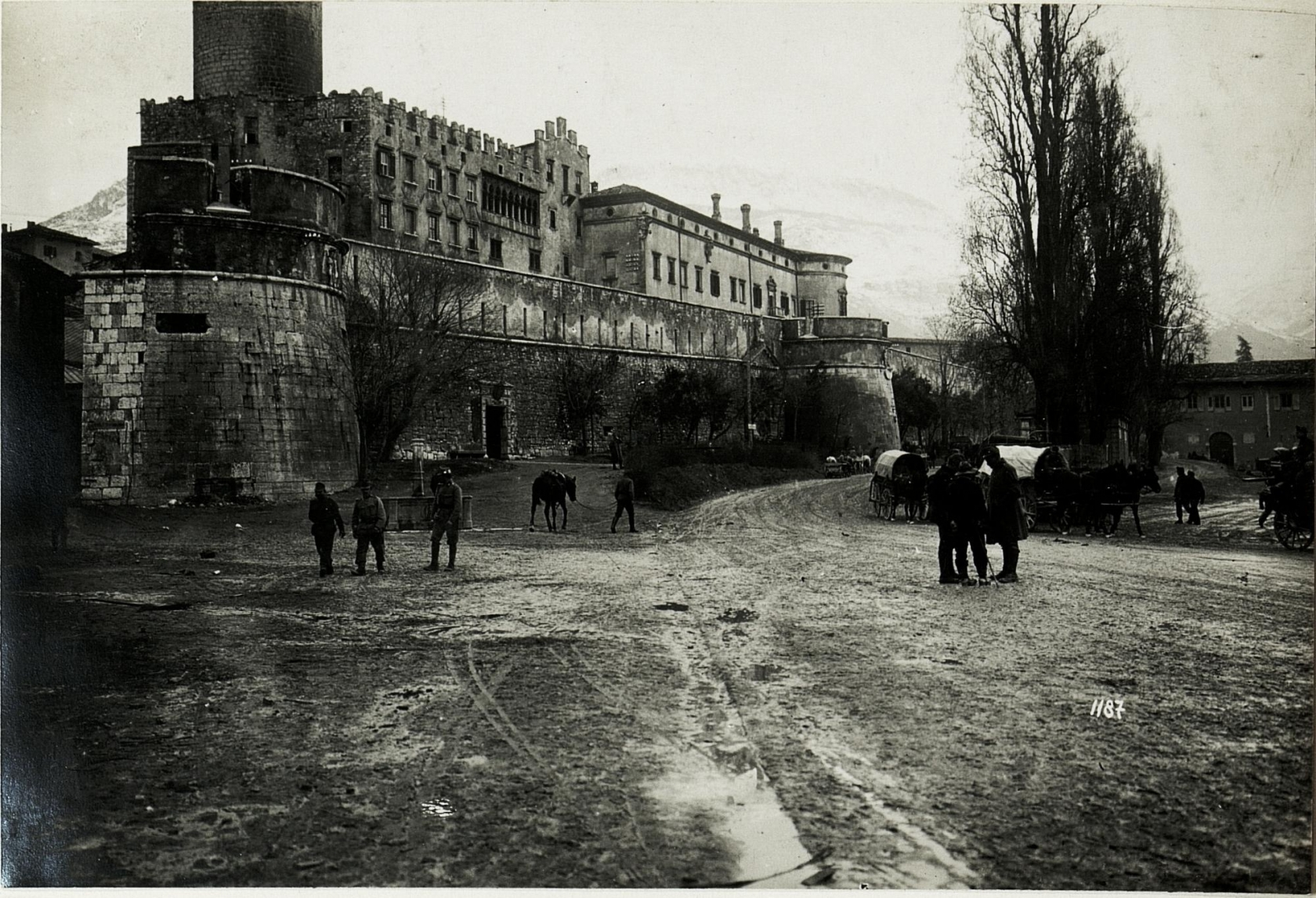
Il castello del Buonconsiglio in un'immagine scattata	tra il 1914 e il 1918.

Negli scontri con i Landesschützen austriaci, molti alpini caddero o furono fatti prigionieri. Tra questi ultimi vi furono lo stesso tenente Battisti e il sottotenente Filzi che, dopo essere stati riconosciuti, furono tradotti e incarcerati a Trento.
Secondo alcune fonti a riconoscere l'irredentista trentino fu Bruno Franceschini, originario della Val di Non e residente a Rovereto, tuttavia gli atti del processo ricostruirono una versione assai diversa. A prendersi il merito della cattura furono il tenente Vinzenz Braun con i bersaglieri Alois Wohlmuth e Franz Strazligg. Bruno Franceschini comparve solo nella testimonianza di Johann Widegger come chi materialmente riconobbe Fabio Filzi che aveva fornito generalità false.
Negli atti Franceschini è indicato come Fähnrich (allievo ufficiale) e non come Oberleutnant (tenente), qualifica che otterrà solo più avanti. Secondo un'altra versione il cadetto Franceschini, quando venne fatto prigioniero Battisti, era l'unico ufficiale in servizio che parlasse la lingua italiana, e il suo ruolo in tutta la vicenda si limitò al suo riconoscimento ufficiale e a denunciare l'irredentista sarebbero stati i suoi stessi soldati, e non Franceschini.
Secondo una versione del generale Maximilian Ronge, capo dell'Evidenzbureau, la notizia della cattura fu accolta con entusiasmo da molta della popolazione trentina, che lo considerava un traditore. Quando i prigionieri giunsero a Trento la polizia e i militari presenti furono costretti a contenere la folla, per evitare che il Battisti e il Filzi venissero linciati.
"Gli organi di stampa austriaci lo descrissero come «bancarottiere» (poiché era già soggetto a un mandato di cattura per fallimento colposo), «truffatore», «vigliacco», «disertore», «traditore dei suoi e dai suoi tradito». Il processo, secondo alcune fonti, fu istruito senza garanzie per l'imputato e senza una difesa di fiducia, ed inoltre contrassegnato da grossolani errori procedurali".
Tutta questa operazione aveva fini precisi per l'autorità asburgica perché Battisti era ancora deputato austriaco: "Una volta catturato, Battisti entrerà come attore in un apparato scenico in cui l'azione collettiva si sposa ad un'abile regia governativa", Battisti dovette subire moltissimi insulti e umiliazioni dai suoi carcerieri. In via Borgonovo la folla, composta in maggioranza da militari e funzionari austriaci, incominciò a fischiare, a schiamazzare e a ingiuriare i prigionieri; in un rapporto, inviato dal Comando dell'11ª Armata austriaca il 15 luglio 1916 e riguardante la consegna di Cesare Battisti e di Fabio Filzi al tribunale del Comando militare di stazione in Trento, si attesta che durante il trasporto i prigionieri furono insultati non solo in tedesco, ma anche in italiano e in dialetto: «Ingiurie come "Hund" (cane), "Schuft" (briccone), "Canaille" (canaglia) erano pronunziate per lo più dai soldati di nazionalità tedesca, invece dalla bocca della popolazione e dai soldati di nazionalità italiana si udivano i seguenti insulti: "bestia", "mostro", "rovina delle famiglie, te ghe sei en trapola, varda quanti soldati che ga ancora l'Austria, alla forca", ecc.». «Frequenti volte i prigionieri vennero sputacchiati». I testimoni riportano anche d'altri atti di violenza contro Battisti: gli furono gettati addosso polvere e zolfo con un mantice; fu percosso da una guardia cittadina; avendo chiesto da bere, gli fu offerta acqua sporca.

### Processo ed esecuzione

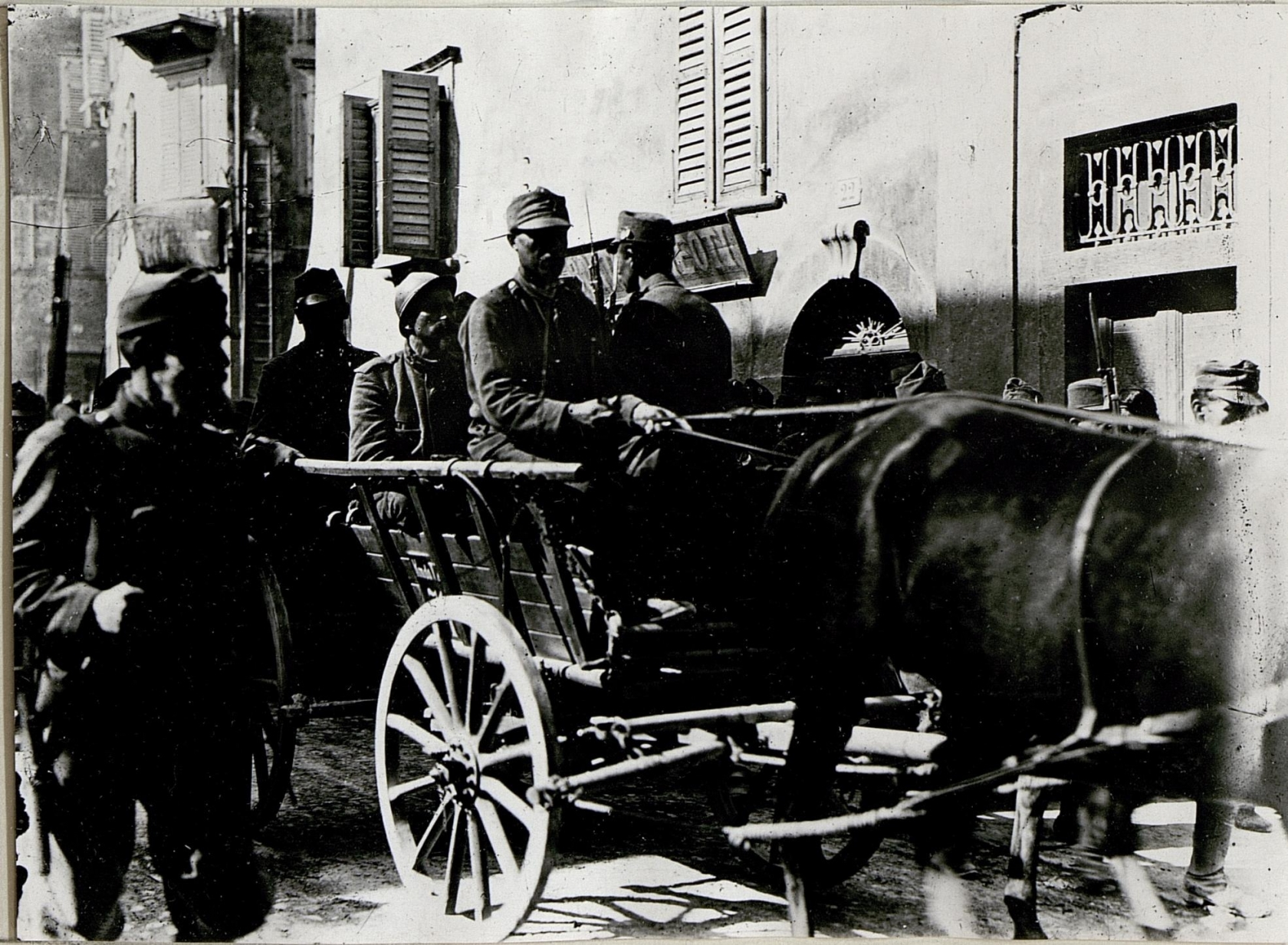
Cesare Battisti su una carretta scoperta in via Garibaldi a Trento. È stato catturato da poco e viene condotto al castello per il processo.

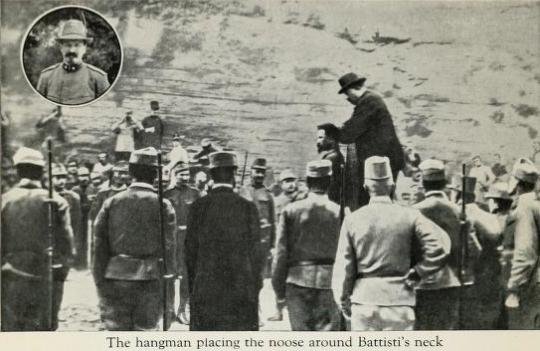
Cesare Battisti nel momento della sua impiccagione per mano del boia Lang

Mappa dell'esecuzione di Cesare Battisti e Fabio Filzi: 1) Scala che dal colonnato del Castello scende nel fossato 2) Attrezzo di ginnastica (altalena) con gancio nell'asse orizzontale 3) Palo di Filzi 4) Sbarre di ginnastica 5) Palo di Battisti, al cui piede era scavata una piccola fossa; i pali dei due condannati avevano un gancio alla sommità

La mattina seguente, il 12 luglio 1916, fu condotto insieme con Fabio Filzi davanti al tribunale militare, che aveva sede al Castello del Buonconsiglio, al tempo adibito a caserma delle truppe austro-ungariche. Durante il processo non si abbassò mai alle scuse, né rinnegò il suo operato e ribadì invece la sua piena fede all'Italia. Respinse l'accusa di tradimento a lui rivolta, basata sul fatto d'essere suddito asburgico passato alle file nemiche e deputato del Reichsrat. Egli si considerò invece soltanto un soldato catturato in azione di guerra.
(Dal verbale dettato dallo stesso Battisti durante il processo)

Battisti dopo la sua morte messo in mostra dal boia Josef Lang tra militari e altre persone in posa per la foto.

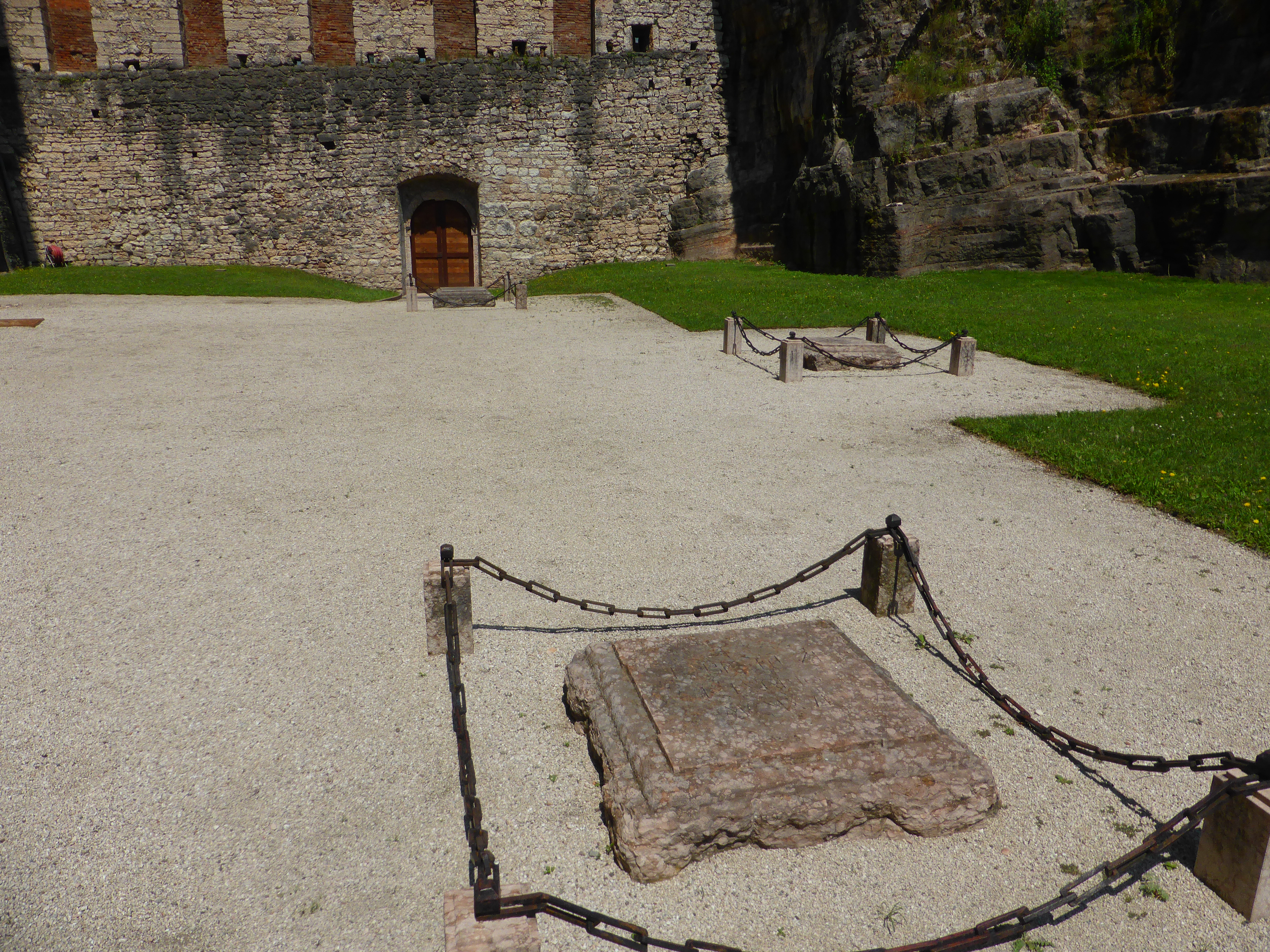
Fossa del castello del Buonconsiglio con i tre cippi che ricordano l'esecuzione di Damiano Chiesa, Fabio Filzi e Cesare Battisti.

Alla pronuncia della sentenza di morte per giudizio statario mediante capestro per tradimento, Battisti prese la parola e chiese tramite l'avvocato d'ufficio, invano, di essere fucilato invece che impiccato, per rispetto alla divisa militare che indossava. Il giudice gli negò questa richiesta, si procedette invece a fargli togliere la divisa e a fargli indossare un abito civile consistente in un vestito grigio, a quadri, molto largo e un berretto da operaio. dando esecuzione alla sentenza due ore dopo la sua lettura.
L'esecuzione avvenne nella Fossa della Cervara, sul retro del castello alle 19:14. Battisti venne condotto al patibolo, dove venne letta ai presenti la sentenza non accompagnata dalle motivazioni. Le cronache riportano che la prima volta il cappio si spezzò, Battisti cadde, rimanendo addossato al palo e scuotendo la testa e che il carnefice ripeté l'esecuzione con una nuova corda. Pompeo Zumin, testimone diretto, scrisse che, qualche ora prima dell'impiccagione, aveva chiesto al boia (Josef Lang, venuto da Vienna e chiamato ancor prima che il processo incominciasse) come questa sarebbe avvenuta. Costui gliela spiegò mimandola con un assistente, passando una corda sottile attorno al collo di quest'ultimo: il corpo del condannato sarebbe stato sollevato di peso per poter fissare la corda al gancio posto in cima a un palo infisso per terra e poi lasciato cadere. Richiesto se quella corda fosse adatta per l'esecuzione, il Lang rispose che la corda buona la teneva nella valigia, donde effettivamente poi l'estrasse quando la prima si spezzò. Battisti non morì subito, il carnefice gli passò una mano sotto il mento, premendogli sulla bocca e sulle narici; accertata la sua morte ad un segnale i presenti tennero una pausa di preghiera a capo scoperto, quindi il cadavere di Battisti fu coperto da un lenzuolo bianco e nascosto alla vista tramite una staccionata mobile. Si procedette quindi all'impiccagione di Filzi, che morì immediatamente alle 19:37.
Cesare Battisti affrontò il processo, la condanna e l'esecuzione con animo sereno e con grande fierezza, nonostante la misera esposizione durante il tragitto in città, il fatto che fosse stato condotto alla forca vestito quasi di stracci e che non gli si permise di scrivere alla famiglia, ma solo di dettare a uno scrivano una lettera diretta al fratello Giuliano.
Le fasi dell'impiccagione di Battisti vennero documentate da una serie di immagini, scattate da diversi fotografi.. Una di esse in particolare - ritraente il corpo di Battisti pendente dalla forca, circondato da persone in posa e sorridenti - venne in seguito definita "oscena" e così descritta dallo scrittore austriaco Karl Kraus (1874-1936) nella sua opera Gli ultimi giorni dell'umanità, pubblicata nel 1922: "Non solo abbiamo impiccato, ma ci siamo anche messi in posa, e abbiamo fotografato non solo le esecuzioni, bensì anche gli spettatori, e addirittura i fotografi [...] E il particolare effetto della nostra mostruosità è che quella propaganda nemica [...] non ha nemmeno avuto bisogno di fotografare i nostri misfatti perché, con sua grande sorpresa, ha trovato le nostre fotografie dei nostri fatti sul luogo stesso del delitto, dunque noi "al naturale" in tutta la nostra ingenuità", opponendo alla figura di Battisti - considerata positiva - quella negativa dell'imperatore Francesco Giuseppe.
Alla vedova Ernesta Bittanti fu liquidato l'importo di 10.000 lire dalla RAS, compagnia di assicurazione di Trieste, all'epoca austroungarica. Cesare Battisti è ricordato nel canto popolare italiano La canzone del Piave, citato assieme a Nazario Sauro e Guglielmo Oberdan. In seguito all'esecuzione, Carlo Emanuele a Prato sorvolò Trento per gettare fiori sul luogo dell'impiccagione.

### Le sue ultime parole
(Cesare Battisti)
Queste ultime parole sono attestate in primis da testimoni oculari dell'esecuzione: Pompeo Zumin, di cui nel 1919 fu pubblicato su L'Unità di Gaetano Salvemini un ampio resoconto, il quale riferisce che ci fu quasi un battibecco tra Battisti, che inneggiava all'Italia, e il pubblico, che in tedesco inneggiava all'Austria; Tullio Mosna, in un'intervista realizzata nel 1987 dal quotidiano locale Alto Adige.
Si trovano nelle motivazioni della Medaglia d'oro al valor militare che gli è stata assegnata, compaiono sul sito del Museo nazionale storico degli Alpini, sono riportate su testi di carattere generale o monografici e vengono costantemente riprese da stampa in rete.

## Figura di intellettuale
Nel 1967 Claus Gatterer, in un'opera intitolata ironicamente Cesare Battisti: ritratto di un "alto traditore", riscopre le sue origini di intellettuale austro-socialista, dimenticate nelle opere scritte a suo ricordo durante l'immediato periodo postbellico. La figura intellettuale di Cesare Battisti è anche stata al centro del lavoro di Marco Albertazzi.

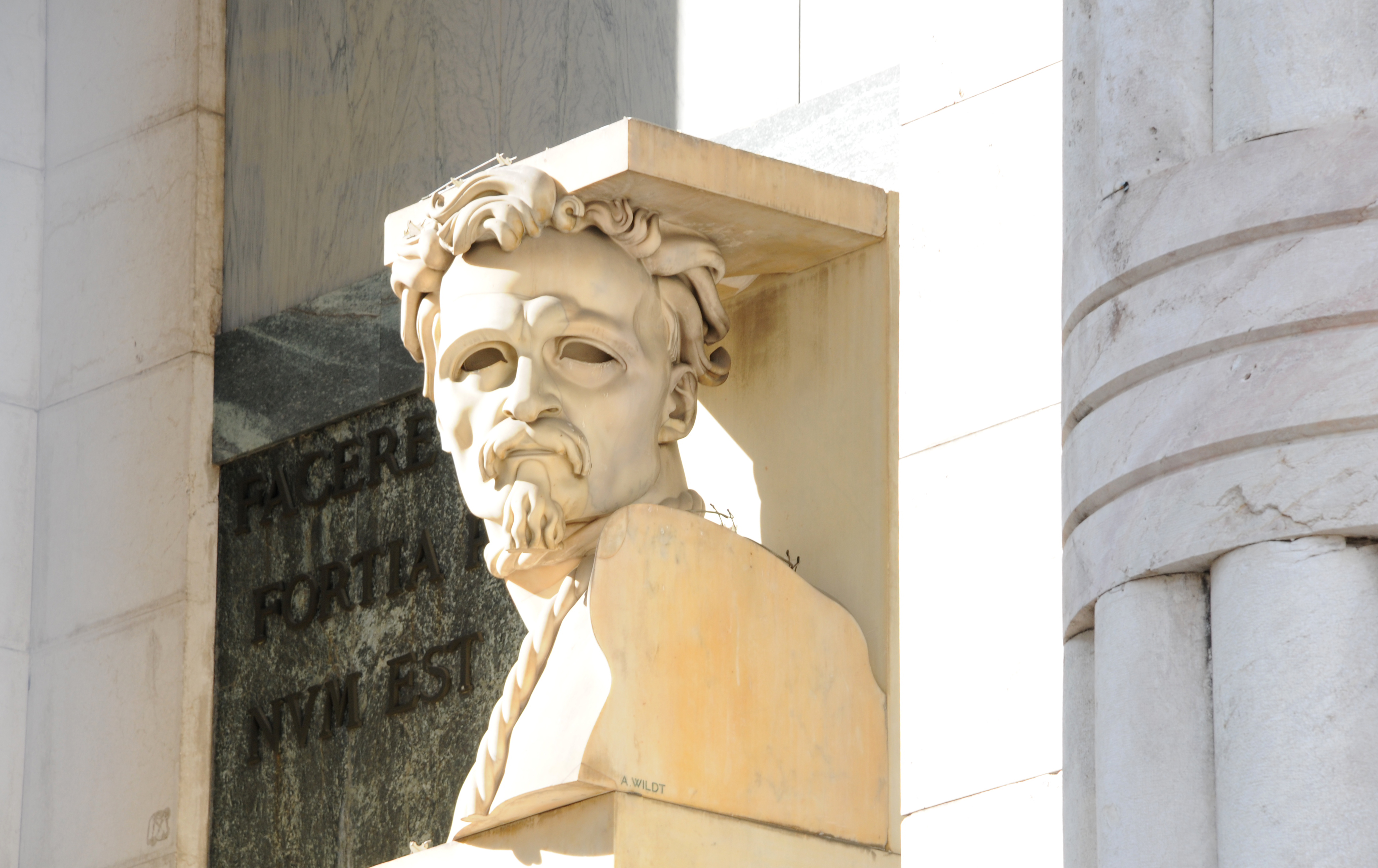
Busto di Battisti, realizzato da Adolfo Wildt per il Monumento della Vittoria a Bolzano.

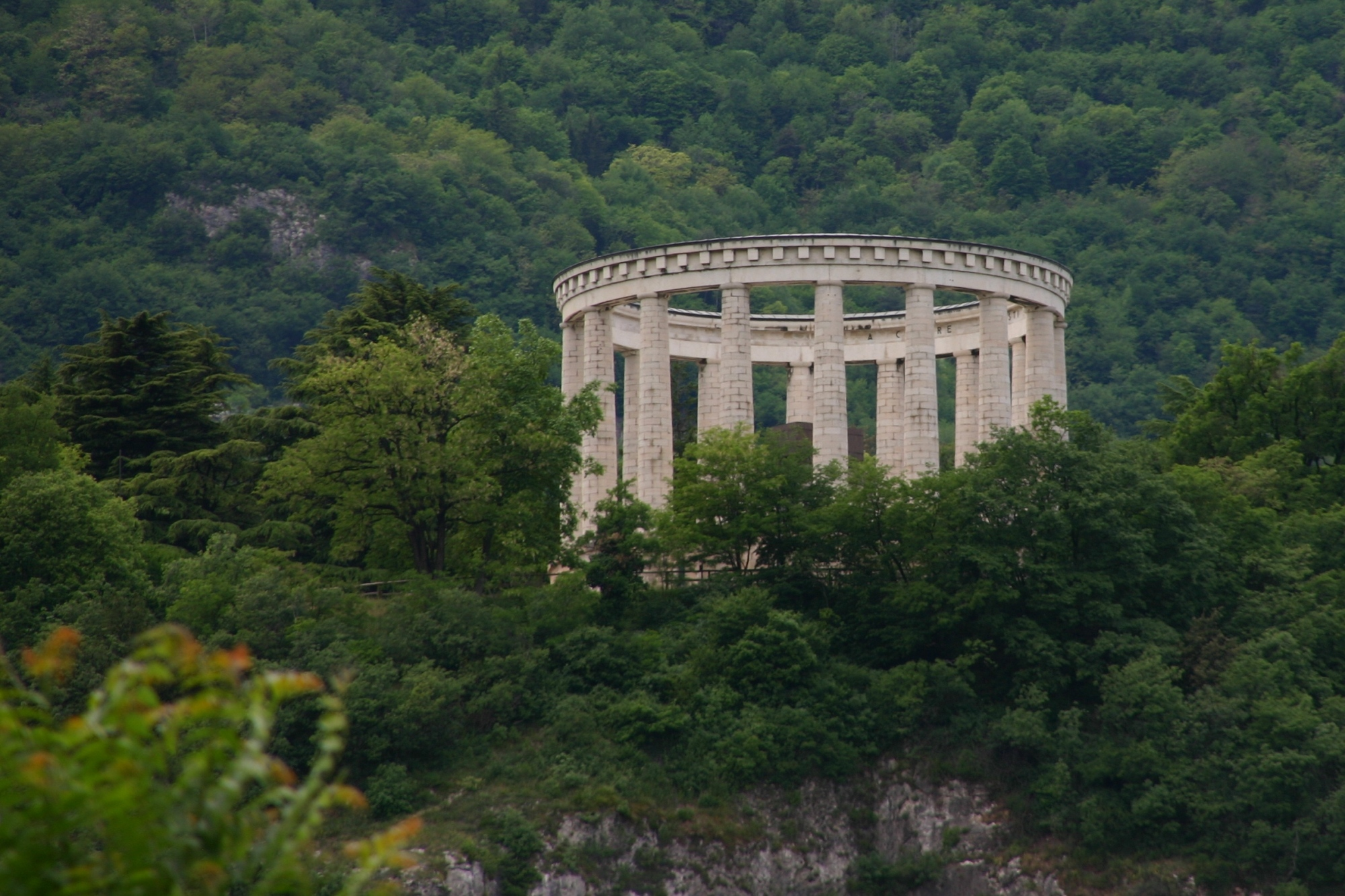
Mausoleo di Cesare Battisti, a Trento

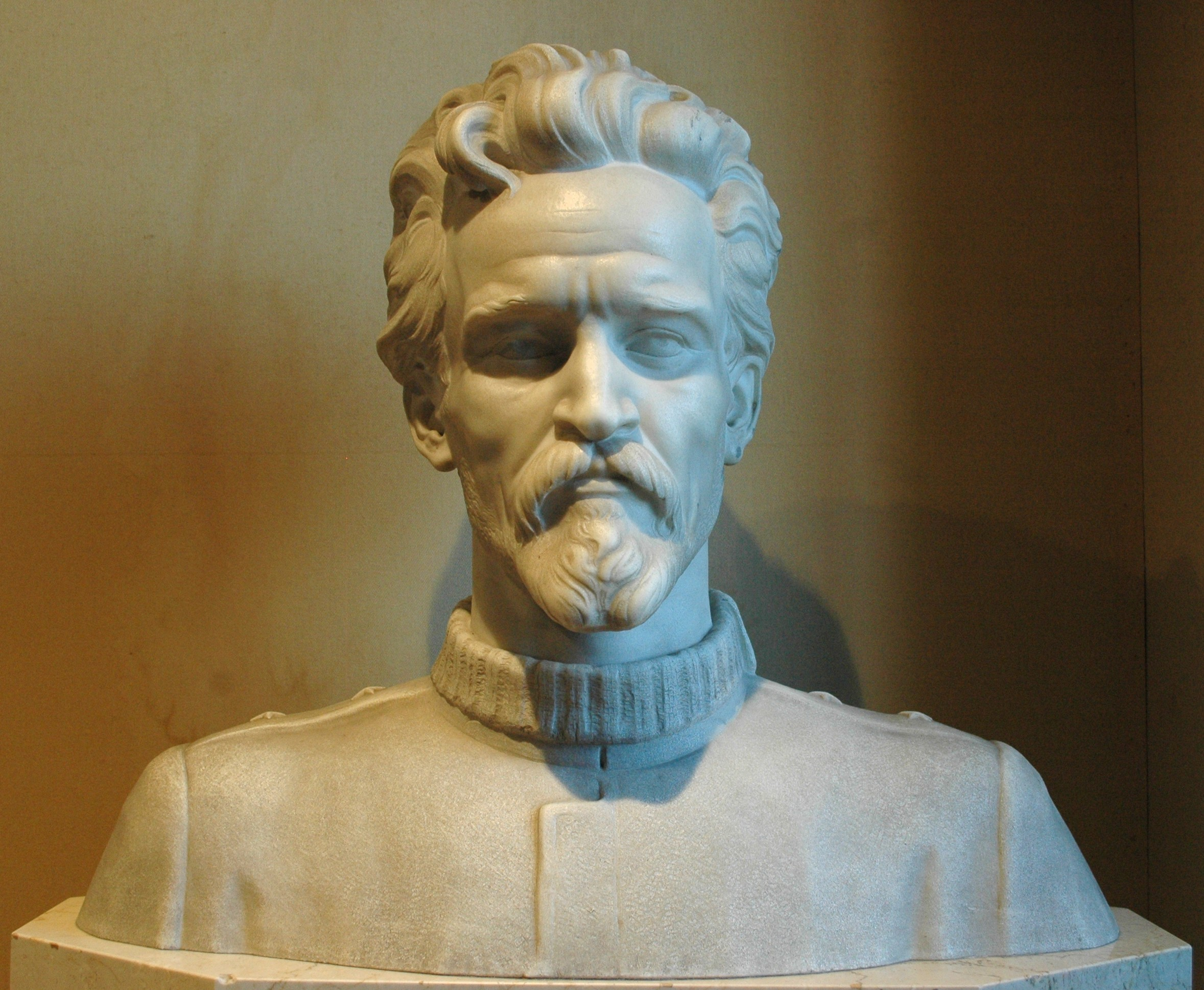
Busto di Cesare Battisti conservato al Vittoriano di Roma

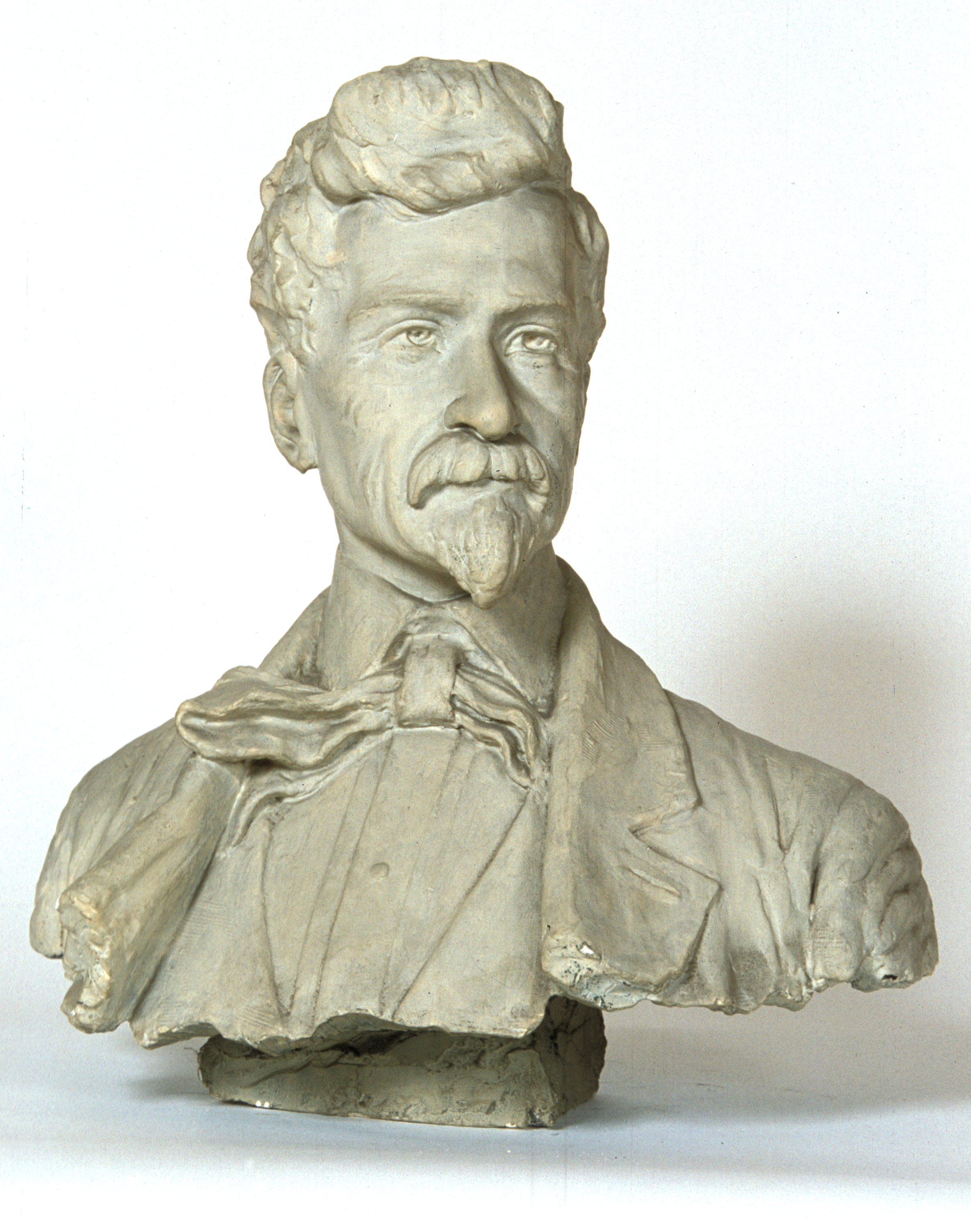
Pio Gibellini, Busto di Cesare Battisti, gesso, 1917, Raccolte del Museo civico del Risorgimento a Modena.

## Memoria politica e nella cultura di massa
Cesare Battisti è considerato un eroe nazionale italiano e a lui sono dedicati monumenti, scuole, piazze e vie in tutta Italia. A suo ricordo a Trento, in epoca fascista fu eretto un grande mausoleo sul Doss Trento, suo luogo di sepoltura, che sovrasta simbolicamente la città; la montagna su cui venne catturato fu chiamata Monte Corno Battisti. Porta il suo nome anche la quarta galleria della strada delle 52 gallerie sul Pasubio, gallerie scavate in occasione dei combattimenti della prima guerra mondiale.
Nel 1926 Benito Mussolini decise di far erigere a Bolzano, al posto del “Monumento ai Kaiserjäger”, un monumento a Cesare Battisti: l'opera di Marcello Piacentini, inaugurata nel 1928, fu ribattezzata in Monumento alla Vittoria solamente dopo le fervide proteste di Ernesta Bittanti Battisti, moglie del martire, la quale non volle che la memoria di suo marito fosse strumentalizzata per l'intento imperialista del regime fascista nella nuova provincia annessa all'Italia nel 1919. Nella nicchia interna settentrionale del monumento fu comunque posto, per opera di Adolfo Wildt, un busto di Cesare Battisti, affiancato da citazioni tratte dalle Leggi delle XII tavole e da Tito Livio.
Di seguito, il Mausoleo di Cesare Battisti fu invece eretto dal regime nel 1935 a Trento e posto in grande evidenza sul Doss Trento.
Nel 1978 la Rai realizzò una miniserie televisiva su Cesare Battisti dal titolo Alto tradimento - Un'indagine su Cesare Battisti con la regia di Walter Licastro e Franco Branciaroli nel ruolo di Battisti.
Il 12 luglio 2016, nel centenario della morte, è stato ricordato nella fossa del castello del Buonconsiglio dalle massime autorità della provincia. Nel 2016 uscì il documentario Battisti 16.16: Trento e Cesare Battisti a cento anni dalla morte, scritto da Elena Tonezzer con la regia di Andrea Andreotti e pubblicato dalla Fondazione Museo Storico del Trentino. Nello stesso anno, in occasione del centenario della morte, venne realizzato il documentario Cesare Battisti. L'ultima fotografia, con la regia di Graziano Conversano e prodotto da Rai Cultura – Rai Storia in collaborazione con la Fondazione Museo Storico del Trentino.
Nel 2018, durante lo svolgimento dell'adunata nazionale degli alpini, il Presidente della Repubblica Italiana Sergio Mattarella, si è recato sul Doss Trento per rendergli omaggio.
Cesare Battisti, quale figura ampiamente sfruttata dalla propaganda fascista e nazionalista italiana, in particolare nell'opera di italianizzazione del Trentino, è stato oggetto anche di studi storici assai meno celebrativi e più oggettivi, come per esempio quelli di Claus Gatterer.

## Opere
- Scritti geografici, Trento, Zippel, 1898, OCLC 859762540.
- Il Trentino: saggio di geografia fisica e di antropogeografia, Trento, Zippel, 1898, OCLC 1020103627.
- Guida di Mezolombardo e dintorni: il distretto di Mezolombardo, da Mezolombardo a Campiglio, Peio, Rabbi, Mendola, il gruppo del Brenta, Trento, Società Tipografica Editrice Trentina, 1905, OCLC 886347154.
- Discorso elettorale pronunciato nel Teatro Verdi il 14 febbraio 1908, Trento, STET, 1908, OCLC 797660934.
- Che cosa hanno fatto i deputati dei vari partiti, Trento, STET, 1911, OCLC 801218296.
- Discorso tenuto dal deputato di Trento dottor Cesare Battisti al Parlamento austriaco il giorno 12 dicembre 1911, 1911, OCLC 315661368.
- La politica provinciale del Tirolo. Per l'autonomia del Trentino. Rispettate gli italiani: discorso tenuto al parlamento austriaco dal deputato d.r Cesare Battisti il 6 novembre 1913, Trento, STET, 1913, OCLC 797903311.
- Il Trentino italiano, Milano, Ravà & Co., 1915, OCLC 252315471.
- Al Parlamento austriaco e al popolo italiano. Discorsi del dottor Cesare Battisti, deputato di Trento al Parlamento di Vienna, Milano, Fratelli Treves, 1915, OCLC 493130812.
- Il Trentino: cenni geografici, storici, economici con un'appendice sull'Alto Adige, Novara, Istituto Geografico De Agostini, 1919, OCLC 1029293960.
- Scritti politici e sociali, Firenze, La Nuova Italia, 1966, OCLC 643770730.
- Opere geografiche, Lavis, La Finestra editrice, 2005, ISBN 978-88-88097-92-3.
- Scritti politici, Lavis, La Finestra editrice, 2006, ISBN 978-88-88097-69-5.
- Opere geopolitiche, a cura di Marco Albertazzi, I-II, Lavis, La Finestra editrice, 2011, ISBN 978-88-95925-29-5. L'opera racchiude le guide civili e le guide militari.